# ワーキング・ホリデー
ワーキング・ホリデー （英語: Working Holiday）とは、2国間の協定に基づいて、青年（18歳～25歳、26歳、29歳または30歳）が異なった文化（相手国）の中で休暇を楽しみながら、その間の滞在資金を補うために一定の就労をすることを認める査証及び出入国管理上の特別な制度である。
原則として、各相手国ごとに一生に一度しか利用できない。
査証に関する申請条件などは絶えず変化しているため、申請にあたっては、各国の大使館や出入国管理が開設している公式サイトで、公式な情報を確認することが重要である。

## 目的
この制度は、両国の青年を1年（国によっては半年）にわたって相互に受け入れることによって、
- 広い国際的視野をもった青年を育成
- 両国間の相互理解、友好関係を促進すること

が目的とされている。
また、青年自身にとっては、
慣れない環境で生活することによって
・自立に繋がる
・語学や文化、歴史などの学習に繋がる
・広い観点や価値観から物事を見られる様になるなどの利点がある。

## 特徴
この査証を使用する青年はアルバイトで滞在資金を補うことが許可されており、ワーキング・ホリデーは「旅する」ことに加え、「学ぶ」「働く」「暮らす」といった海外生活が総合的に体験できる制度といえる。しかしながら、あくまで観光が目的の査証なので、ワーキング・ホリデー査証を使用して、就労や就学を第一目的とする渡航は禁じられている。
- 国によって語学学校に通える期間の制限があるが、到着～3ヶ月目までは、語学習得や情報収集・仲間作りのため語学学校に通い、その後アルバイトやボランティア・スポーツ・旅行などをするというパターンが一般的である。
- アルバイトは、現地無料サポートオフィスの掲示板や新聞、日本語新聞などの求人広告などを精力的に探したり、インフォメーションボードなどから情報が得られることが多い。職種は国家や地域によって異なるが、農畜産関連作業、ツアーガイド、お土産屋、免税店、ブライダルカンパニー、レストラン、貴金属店などが多い。
- 風俗営業に関する業種は禁止されている。

## 日本のワーキング・ホリデー協定国
日本政府とワーキング・ホリデー査証（ビザ）に関する口上書交換による取極、又は協定を結んでいるのは発行順に、オーストラリア、ニュージーランド、カナダ、韓国、フランス、ドイツ、イギリス、アイルランド、デンマーク、台湾、香港、ノルウェー、ポーランド、ポルトガル、スロバキア、オーストリア、ハンガリー、スペイン、アルゼンチン、チェコ、チリ、アイスランド、リトアニア、スウェーデン、エストニア、オランダ、イタリア、ラトビア、ウルグアイ、イスラエル、フィンランド、ルクセンブルクの32か国である。2018年にマルタが日本との導入に向けた協議に入った。なお、イタリア、イスラエルは2024年10月の時点で実施に至ってない。

## 日本におけるワーキング・ホリデー制度の歴史
日本政府は、次の各国とワーキング・ホリデー制度に関する外交上の取極・協定を結んでいる。日付は発効日。
1. 1980年（昭和55年）12月1日 -  オーストラリア（口上書交換による取極[3]）
2. 1985年（昭和60年）7月1日 -  ニュージーランド（口上書交換による取極）
3. 1986年（昭和61年）3月1日 -  カナダ（口上書交換による取極[4]）
4. 1999年（平成11年）4月1日 -  大韓民国（協定[5]）
5. 1999年（平成11年）12月1日 -  フランス（口上書交換による取極）
6. 2000年（平成12年）7月15日 -  フランス（協定[6]）
7. 2000年（平成12年）12月1日 -  ドイツ（口上書交換による取極[7]）
8. 2001年（平成13年）4月16日 -  イギリス（口上書交換による取極。日本人にはYouth Exchange Schemeという呼称でワーキング・ホリデー査証を発給）
9. 2007年（平成19年）1月1日 -  アイルランド（口上書交換による取極）
10. 2007年（平成19年）10月1日 -  デンマーク（口上書交換による取極[8]）
11. 2008年（平成20年）11月27日 -  イギリス（口上書交換による取極[9]。日本人に対しては就労査証のYouth Mobility Schemeを発給）
12. 2009年（平成21年）6月1日 -  中華民国（中華民国） （財団法人交流協会と台北駐日経済文化代表処との間の書簡交換による[10]）
13. 2010年（平成22年）1月1日 -  香港（口上書交換による取極[11]）
14. 2010年（平成22年）3月29日 -  ニュージーランド（口上書交換による取極[12]。1985年の取極の一部修正）
15. 2010年（平成22年）5月19日 -  ドイツ（口上書交換による取極[13]。2000年の取極の一部修正）
16. 2013年（平成25年）2月1日 -  ノルウェー（口上書交換による取極[14]）
17. 2015年（平成27年）3月29日 -  ポーランド（協定[15]）
18. 2015年（平成27年）7月1日 -  ポルトガル（協定[16]）
19. 2016年（平成28年）6月1日 -  スロバキア（口上書交換による取極[17]）
20. 2016年（平成28年）6月10日 -  フランス（協定の修正[18]）
21. 2016年（平成28年）7月1日 -  オーストリア（口上書交換による取極[19]）
22. 2017年（平成29年）3月16日 -  ハンガリー（協定[20]）
23. 2017年（平成29年）5月5日 -  スペイン（協定[21]）
24. 2017年（平成29年）5月19日 -  アルゼンチン（口上書交換による取極[22]）
25. 2017年（平成29年）8月1日 -  チェコ（協定[23]）
26. 2017年（平成29年）10月18日 -  チリ（口上書交換による取極[24]）
27. 2018年（平成30年）9月1日 -  アイスランド（口上書交換による取極[25]）
28. 2018年（平成30年）10月12日 -  リトアニア（口上書交換による取極[26]）
29. 2019年（令和元年）9月25日 -  スウェーデン（協定[27]）
30. 2019年（令和元年）12月26日 -  アイルランド（口上書交換による取極[28]。2007年の取極の一部修正）
31. 2020年（令和二年）3月11日 -  エストニア（口上書交換による取極[29]）
32. 2020年（令和二年）4月1日 -  オランダ（口上書交換による取極[30]）
33. 2022年（令和四年）5月2日 -  イタリア（協定[31]）
34. 2022年（令和四年）10月12日 -  ラトビア（協定[32]）
35. 2022年（令和四年）10月28日 -  ウルグアイ（口上書交換による取極[33] [34]）
36. 2023年（令和五年）4月28日 -  イスラエル（協定[35]）
37. 2023年（令和五年）5月27日 -  フィンランド（協定[36]）
38. 2024年（令和六年）1月26日 -  ルクセンブルク（口上書交換による取極[37]）

- 日本人に対するフランス政府発給のワーキング・ホリデー査証は、フランスのヨーロッパ県においてのみ有効。海外県・海外領土（ギアナ、ポリネシア等）で行使することはできない。当該海外県・海外領土在住のフランス人が日本政府から同査証の発給を受けることは可能。
- イギリス人に対する日本政府発給のワーキング・ホリデー査証は、英国国籍法上の分類（6つ）のうち連合王国市民（British Citizen - GBR）と海外国民（British National (Overseas) - GBN）保持者のみ発行対象[38]。
- 口上書・協定上の Working Holiday の日本政府外務省による正式和文表記は「ワーキング・ホリデー」であるが、一般には中黒（・）を省いたり、「ホリデー」を「ホリデイ」とする、などの表記も用いられる。
- 「ワーキング・ホリデー」を短縮し「ワーホリ」と呼ばれることもあるが、公儀では使用されない。
- ワーキング・ホリデー査証で渡航する人のことを指して、「ワーキング・ホリデー メーカー（Working Holiday Maker）」と呼ぶことがある。

## 日本のワーキング・ホリデー制度の概要

### オーストラリア
日本が最初に協定を結んだオーストラリアの人気は高く、日本からワーキング・ホリデーを目的に渡航する青年は、ワーキング・ホリデー制度利用者の半数以上を占めている。日本よりも最低賃金が高く、さらに為替影響（円安）もあって注目されている。
オーストラリアで最も人気のある都市がシドニーで、シドニーは日系企業や日本人経営のレストランが多いため、日本からのワーキング・ホリデー メーカーが就ける仕事が比較的多く、英語力が多少低くてもレストランなどのアルバイトに就けるのが人気の理由である。
オーストラリアでは、「ラウンド」という旅行をするワーキング・ホリデーメーカーも多い。これは、オーストラリア大陸を一周ぐるっと回ってみる、という形態の長期旅行といえる。ワーキング・ホリデーの締めくくりに行ったり、ラウンドしながら滞在地を変えたりと、さまざまな滞在形態が見られる。
ワーキング・ホリデー制度でオーストラリアに滞在している日本人の労働状況について2020年に調査したところ、7割近くが最低賃金以下で働いており、そのうち75％が雇用主への抗議をせずに我慢していたことが発覚した。また、契約書や同意書がないと回答した人が全体の39％、給与明細を提供されたことがないと回答した人が28％であった。一方で、全体の13％が自分の仕事の最低賃金を知らなかったと回答し、現地の制度や環境を十分に調べずに渡航している現状が明らかになった。これらの問題に対処するため、日本とオーストラリアの関係機関が注意を呼びかけており、オーストラリアの政府機関「フェアワーク・オンブズマン」は労働関連法を理解するための情報を提供し、労使間の問題の解決を支援している。

### カナダ
日本からのワーキング・ホリデーではオーストラリアに続き2番目に渡航者数が多い。
ワーキング・ホリデーメーカーの主な渡航先はバンクーバー、トロントに二分される。バンクーバー、トロントの順に人気が高く、どちらの都市にもワーキング・ホリデーメーカー向けの情報センターや留学エージェントが多数ある。現地の留学エージェントはそのほとんどが手数料無料で運営しており、日本の手数料有料の留学エージェントと同じサービスを無料で受けることが出来る。

### 韓国
大韓民国とのワーキング・ホリデーは1999年4月から開始され、当初定員が3,600名だったのが、2009年に倍の7,200名に、2011年10月には10,000名となり現在に至っている。
風俗営業に関する業種の就業は禁止されている。ワーキング・ホリデー査証を悪用し、性的な接待をする飲酒店で不法就労して、日本から入国した多くの日本人女性が、韓国で強制退去処分されている。

### フランス
フランスとのワーキング・ホリデーは1999年4月から開始され、初年度の定員が25名だったのが、年度ごとに定員が増え、2008年に日仏交流（日仏修好通商条約）150年周年にあたることから語呂合わせで1,500名（2009年には一時1,200名）となり現在に至っている。2008年以後10年間に亘って定員に達しないので、2018年からは年度という区切り（締め切り）が無くなり、いつでも申請できる査証になった。
2022年11月、査証申請の年齢条件が変更され、出願時に18歳以上30歳以下（31歳未満）となった。日本人においては31歳の誕生日の前日までが申請可能な年齢となる。。
フランスは査証審査に動機作文の提出というユニークな方法を採用しており、フランスに滞在するにあたって、申請者の滞在目的を明確化させている。これによって、査証の趣旨との整合性を十分慎重に検討されるが、目的がワーキング・ホリデーの趣旨に沿わないと査証の発給許可が出ない。
人気は首都パリ（イル＝ド＝フランス ）に集中するが、ニース（プロヴァンス＝アルプ＝コート・ダジュール ）、コルマール（アルザス）、モンペリエ（ラングドック＝ルシヨン）などの地方都市での滞在も根強い。

### イギリス
（イギリスは過去にワーキング・ホリデー査証を発給していたため掲載している。2008年11月にイギリスのワーキング・ホリデー制度は廃止されている。）
イギリスの査証が日本で一般に現在でもイギリス・ワーキング・ホリデーと称されるのは、査証の年齢条件（申請時に18歳以上30歳以下）が他国のワーキング・ホリデー制度の年齢条件と似ているためである。現在英国政府が発給する査証にはワーキング・ホリデー (Working-Holiday) と呼ばれる観光を第一目的とする査証はない。かつて、イギリスのワーキング・ホリデー制度（Youth Exchange Scheme、略してYES）は2001年4月16日から2008年11月26日まで施行されていた。
新しい査証の正式名はYouth Mobility Scheme（英国生活の体験を希望する、参加国からの若者を対象とする）であり、イギリス査証のカテゴリー (Points-Based System) のTier 5（2年以下の短期就労）に属される。これはワーキング・ホリデー査証ではなく、就労を第一目的とする就労査証である。
正式名のYouth Mobility Schemeは略してYMSとも呼ばれている。
2008年12月から開始されたYouth Mobility Schemeは、年間1,000人の定員があり2年間滞在可能な査証である。現在、査証の応募は例年1月と7月に電子メールアドレスによる抽選で行われ、当選した者のみが申請できる。
日本国内での申請は、東京または大阪の英国ビザ申請センター (VFS Global) に対して申請する事になる。申請に際し、渡航者本人が英国ビザ申請センターに直接来館し、パスポートと添付書類およびインターネットから印刷された申請書を提出しなければいけない。
Youth Mobility Schemeは2年間のフルタイムでの就労が可能となっている。また条件付で個人事業主として起業も可能になっている。就学も可能だがイギリスの学生査証（Tier 4）のような正規留学は出来ない。
人気はロンドンに集中するが、ケンブリッジ、オックスフォード、リヴァプール（イングランド）、エディンバラ、グラスゴー（スコットランド）、ベルファスト（北アイルランド）、カーディフ（ウェールズ）などでの滞在も根強い。 

## 世界のワーキング・ホリデー査証発給国
アジア
 バングラデシュ、 香港、 インドネシア、 イスラエル、 日本、 マレーシア、 フィリピン、 シンガポール（シンガポールは就労査証のWork Holiday）、 韓国、 中華民国、 タイ、 トルコ、 ベトナム
北アメリカ
 カナダ、 コスタリカ、 メキシコ
ヨーロッパ
 アンドラ、 オーストリア、 ベルギー、 クロアチア、 キプロス、 チェコ、 デンマーク、 エストニア、 フィンランド、 フランス、 ドイツ、 ギリシャ、 ハンガリー、 アイスランド、 アイルランド、 イタリア、 ラトビア、 リヒテンシュタイン、 リトアニア、 ルクセンブルク、 マルタ、 モナコ、 オランダ、 ノルウェー、 ポーランド、 ポルトガル、 ルーマニア、 ロシア、 スロバキア、 スロベニア、 スペイン、 スウェーデン、 スイス、 ウクライナ、 イギリス（イギリスは就労査証のYouth Mobility Scheme）
オセアニア
 オーストラリア、 ニュージーランド
南アメリカ
 アルゼンチン、 ブラジル、 チリ、 コロンビア、 ペルー、 ウルグアイ
アフリカ
 南アフリカ共和国

## 世界のワーキング・ホリデー制度の概要

### オーストラリア
全世界からのオーストラリアへのワーキング・ホリデーは毎年20万人以上といわれており、イギリス・アイルランドからは毎年5万人以上がオーストラリアにワーキング・ホリデー メーカーとして渡航していることからも人気のほどがうかがえる。
過疎地域の農場の人手不足対策のため、オーストラリア政府は2005年から2回目の、さらに2019年から3回目のワーキング・ホリデー査証を発給している（希望者のみ）。2006年7月以降、畜産関連作業（羊毛の刈り取り・食肉解体）や林業・漁業に、2008年7月1日以降、採掘関連作業（採炭・金属鉱石採掘など）や建築・建設（土木工学建築・建築施工など）にも拡大し申請者が増加していた。なお、2回目のワーキング・ホリデー査証を発給するにあたり、それまで「季節労働」としてきた条件が・採掘と建築、建設が追加されたことで「指定された仕事」という呼称に変わった。
「指定された仕事」を3ヶ月間従事したことを条件に滞在期間を1年から2年に延長できる制度をセカンド・ワーキング・ホリデーと呼び、さらにセカンド・ワーキング・ホリデーの間に、「指定された地域」で「指定された仕事」を6ヶ月間従事したことを条件に滞在期間を2年から3年に延長できる制度をサード・ワーキング・ホリデーと呼ぶ。これに対し初回のワーキング・ホリデーをファースト・ワーキング・ホリデーと呼ぶ。「3ヶ月間の指定された仕事」や「6ヶ月間の指定された仕事」という条件は過去にさかのぼって適用されるため、既に帰国した人でも対象年齢（18～30歳）内で、職歴を証明するものがあればセカンド・ワーキング・ホリデーまたはサード・ワーキング・ホリデーに申請できる。
ファースト・ワーキング・ホリデーでオーストラリアに滞在する若者は、セカンド・ワーキング・ホリデーまたはサード・ワーキング・ホリデーの資格を得ようと入国当初から「指定された仕事」に就くことも多い。オーストラリアでは多くの農家がワーキング・ホリデーの若者を貴重な労働力とみている。
オーストラリア政府が制定している最低時給は、15.51豪ドルと他国の倍以上(NSW州/2011年6月時点)、農場での仕事は時給が18豪ドルと時給が高く設定されている。ただしワーキング・ホリデー査証保持の就業者は税務上"非居住者"扱いになるため社会保障費および地方税を含む総所得比例税の源泉徴収率は29%と高めに設定されている。ただし、これはいわゆる確定申告をすると一部返ってくる場合もある。また税務上の"非居住者"には低所得者向けの優遇措置も適用されない。また、国内の同じ場所に6ヶ月以上住んでいる場合は、申告すれば税率が低い"居住者"に変更することができる。2015年までは年齢制限が18歳～30歳までに認められていた。
南半球では11月ごろから3月ごろが夏季にあたる。日本と比べると日本人に人気のケアンズは冬季は暖かい。夏季もシドニーやメルボルン、パースなどの大部分の都市で湿気が少ない。ただし、メルボルンの冬はとても乾燥して寒く厳しいので注意が必要である。著しい冬季の乾燥の影響もあり、内陸部の高地や最南部のタスマニアを除いて、その他の地域で雪が降ることは非常に稀である。
天候の良さと資源バブルでの景気の良さ、観光業（飲食・ホテル）へのアルバイトの多さとともに、時給が他国よりも安定しているのが世界中から若者を呼んでいる要因である。2017年ごろから、労働者は完全に不足しており、求人に対し応募者が非常に少ないミスマッチ状態が始まっている。
2015年、同国政府は1豪ドルから32.5％の所得税を課す「ワーキングホリデー税」を導入する計画を発表している。しかし、農場経営者から「外国人の雇用を確保出来なくなる」との猛反発を受け、見直されることとなった。その後の同税見直しの結果、2017年より19%で導入されることが決定した。
2016年、政府はワーキングホリデーの年齢制限を、35歳まで引き上げることを発表しているが、これは外国人就労者の減少を懸念し成されたものである。
また、これまでは収入が18,200豪ドル以下なら税金を徴収されることがなかったが、37,000豪ドルまで達した場合は税率19％で徴収、それ以上は額に応じて税率が高くなることが決まっている。

### カナダ
バンクーバーはダウンタウンの一部のエリアのみ日本人、韓国人が多く集まるが、それ以外の地域ではまばらである。
トロントは毎年10月から3月はマイナスの天候になり11月から3月はマイナス20度になる日もある。10月から4月の半年間はダウンコートやゴアテックスは必需品。
バンクーバーは雪は降らないがロッキー山脈の雪が太平洋の風で解けて雨になる。10月から4月は雨季となるが、日本の雨季と異なり、傘が必要となるほど雨が降ることはまれである。

### フランス
オーストラリア、カナダ、コロンビアについては、オンライン申請となっているが、その他の協定国では申請用紙による出願となる。
年齢条件は協定国によって異なっていて、ほとんどの協定国で出願時に18歳から30歳まで（30歳の誕生日まで）としているが、カナダについては35歳の誕生日まで、オーストラリアは31歳の誕生日までとしている。

### イギリス
| 国籍             | 2014年 | 2018年 | 2019年 | 2020年 |
| ---------------- | ------ | ------ | ------ | ------ |
| オーストラリア   | 38,500 | 34,000 | 31,000 | 30,000 |
| ニュージーランド | 9,500  | 14,000 | 14,000 | 13,000 |
| カナダ           | 5,500  | 6,000  | 6,000  | 5,000  |
| 日本             | 1,000  | 1,000  | 1,000  | 1,000  |
| モナコ           | 1,000  | 1,000  | 1,000  | 1,000  |
| 台湾             | 1,000  | 1,000  | 1,000  | 1,000  |
| 香港             | 1,000  | 1,000  | 1,000  | 1,000  |
| 韓国             | 1,000  | 1,000  | 1,000  | 1,000  |

現在、英国政府が発給する査証にワーキング・ホリデー (Working Holiday) 査証は存在しない。2008年11月4日、イギリス査証制度の改定時に観光目的のワーキング・ホリデー査証が廃止された後、就労目的のYouth Mobility Scheme査証が誕生したが、これは就労査証でありワーキング・ホリデー査証ではない。この査証で観光を第一目的とするイギリス入国は禁じられていて、必ず就労を第一目的としなければならない。
イギリスが対象としているYouth Mobility Scheme参加国は開始順に、初年度の2008年12月からオーストラリア、カナダ、日本、ニュージーランド、モナコ、2012年1月から台湾、2012年7月から韓国、2014年1月から香港の計8ヶ国となっていて、これらの国に対してのみYouth Mobility Scheme査証が発給される。
なお、抽選によって申請者が選出されるのは、日本（2012年度以降）、台湾（2017年度以降）、香港（2019年度以降）及び韓国（2020年度以降）となっており、それ以外の国は先着順となっている。（）内は先着順から抽選方式に変更された年度。

### 日本
| 順位 | 国籍             | 人数  |
| ---- | ---------------- | ----- |
| 1    | 大韓民国         | 5,101 |
| 2    | 台湾             | 4,158 |
| 3    | フランス         | 1,269 |
| 4    | オーストラリア   | 1,182 |
| 5    | イギリス         | 920   |
| 6    | ドイツ           | 694   |
| 7    | 香港             | 690   |
| 8    | カナダ           | 493   |
| 9    | ニュージーランド | 249   |
| 10   | デンマーク       | 187   |

外国人に対する日本国政府発給のワーキング・ホリデー査証は、諸外国の日本国大使館や日本国総領事館で申請を受け付けている。 Working Holiday Scheme と呼ばれていて査証の有効期間は1年間。風俗営業に関する業種の就業は禁止されている。定員の数は相互の国で取り決められたとおりであるが、年齢条件は国によって異なる事がある。また、イギリスのように協定を結んだ後に査証の目的や有効期間が相互で異なってしまっている場合がある。
風俗営業に関する業種の就業は禁止されている。売春目的では、ワーキング・ホリデー査証を悪用し、大韓民国から入国した韓国人女性が相次ぎ強制送還されており、日本国政府が26歳以上の女性に査証を出さない対策を講じている。
ワーキング・ホリデーの在留資格を持って、日本に滞在している外国人は15,521人（2017年）である。